# Hollenfels
Hollenfels (luxembourgeois : Huelmes) est une section de la commune luxembourgeoise de Helperknapp située dans le canton de Mersch.

## Galerie
- Le château fort du XIe siècle
- L’église Saint-Sébastien

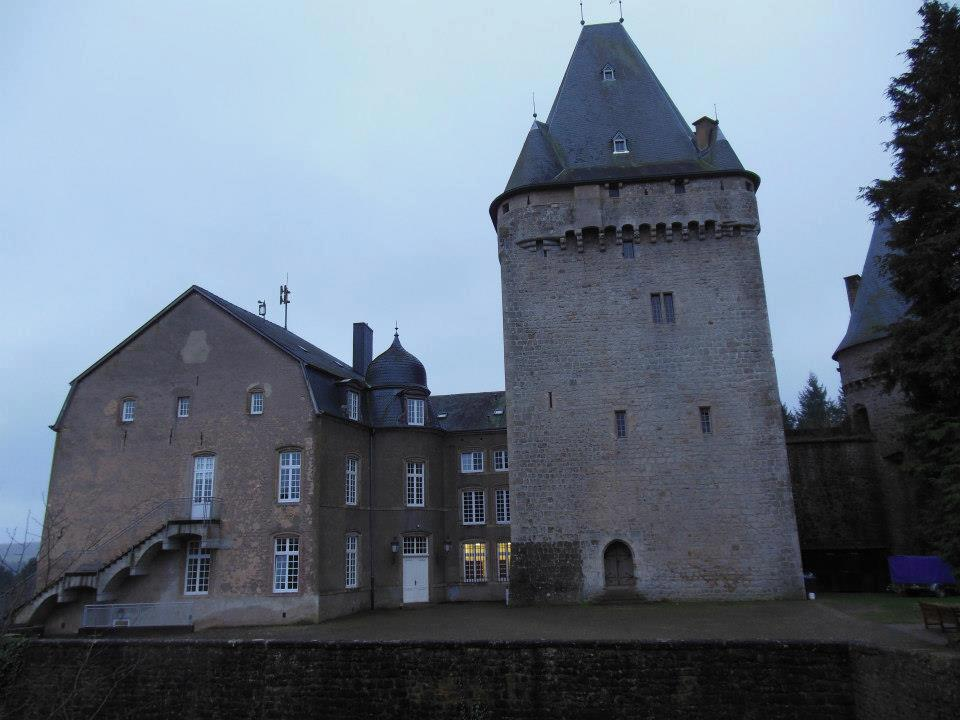
Château (XIe siècle).
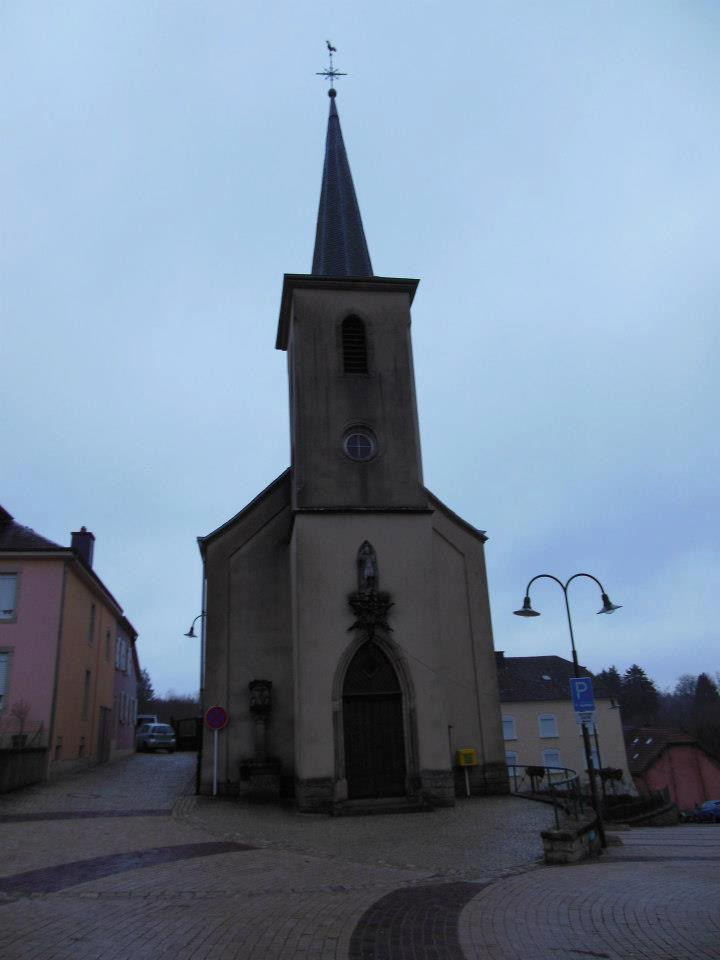
Église Saint-Sébastien.